# Les Halles (Rhône)
Les Halles is een gemeente in het Franse departement Rhône (regio Auvergne-Rhône-Alpes) en telt 455 inwoners (2008). De plaats maakt deel uit van het arrondissement Lyon.

## Geografie
De oppervlakte van Les Halles bedraagt 3,09 km², de bevolkingsdichtheid is 147 inwoners per km².

## Demografie
Onderstaande figuur toont het verloop van het inwonertal (bron: INSEE-tellingen).